# فلورنس فوستر جينكينز
فلورنسا فوستر جنكينز هو فيلم سيرة ذاتية كوميدي-درامي من إخراج ستيفن فريرز وكتبه نيكولاس مارتن. نجوم الفيلم هم: ميريل ستريب بدور فلورنسا فوستر جنكينز، وريثة من نيويورك التي أصبحت مغنية أوبرا معروفة لا تملك مهارة الغناء،  وهيو غرانت بدور زوجها ومديرأعمالها، وسانت كلير بايفيلد. وسيمون هيلبيرغ وريبيكا فيرغسون و نينا أرياندا.